# Heliotropium torreyi
Heliotropium torreyi är en strävbladig växtart som beskrevs av Ivan Murray Johnston. Heliotropium torreyi ingår i Heliotropsläktet som ingår i familjen strävbladiga växter. Inga underarter finns listade i Catalogue of Life.